# Puig Corona
El Puig Corona és una muntanya de 567 metres que es troba al municipi de Sant Pere de Torelló, a la comarca d'Osona.